# RS-823
Pour les articles homonymes, voir Route 823.
La RS-823 est une route locale du Centre-Ouest de l'État du Rio Grande do Sul qui relie l'extrémité sud de la RS-149, depuis la municipalité de Restinga Seca, au district de Vale Veneto de la commune de São João do Polêsine. Elle est longue de 6,080 km.